# Giallo (rivista)
Giallo è una rivista settimanale italiana edita da Cairo Editore fondata l'11 aprile 2013, che si occupa prevalentemente di approfondimenti di casi di cronaca nera. Il direttore attuale è Albina Perri. 
La rivista è caratterizzata dai colori ad alto contrasto nelle sue pagine e dall'utilizzo del carattere Impact per i titoli di copertina. Il prezzo lancio della rivista fu di  1 euro.
La data di uscita è il giovedì.

## Critiche
La rivista Giallo ha ricevuto alcune critiche, in particolare sull'eccessivo sensazionalismo tacciato al limite della morbosità, nel trattare le tematiche della cronaca nera come il gossip, cosa che ha portato alcuni telespettatori a chiedere di sospendere la pubblicità della rivista in televisione.